# تفجير الحلة 2014
تفجير الحلة 2014 وهو تفجير إرهابي حصل في مدينة الحلة 80 كم2 جنوب بغداد، حيث انفجرت سيارة مفخخة أستهدفت نقطة تفتيش أمنية شمال المدينة أدت إلى مقتل مايقارب 45 شخص واصابة أكثر من 150 أخرين، كما أدت إلى تدمير 50 سيارة.

## مقلات ذات صلة
- قائمة للحوادث الإرهابية التي ضربت محافظة بابل
- تفجير الحلة 2005
- تفجير الحلة 2007
- تفجير الحلة (مارس 2016)
- تفجير الحلة (نوفمبر 2016)

## المصدر
1. ↑  بابل تروي قصة جديدة عن حادثة تفجير سيطرة الاثار في الحلة نسخة محفوظة 14 مايو 2016 على موقع واي باك مشين.
2. ↑  Suicide bomber kills 45 in Iraqi city of Hilla | Top News | Reuters نسخة محفوظة 30 يوليو 2017 على موقع واي باك مشين.